# Радован Зогович
Радован Зогович (серб. Радован Зоговић; 1907—1986) — чорногорський югославський поет і критик, активний учасник Комуністичної партії Югославії, брав участь у партизанському русі під час Другої світової війни та зазнав політичних репресій після т. зв. «тито-сталінського розколу». Його рання творчість вирізняється соціально-політичною ангажованістю, пізніше в поезіях переважають мотиви рідної природи, часу та долі. У 1960–1970-х роках він був реабілітований і опублікував низку збірок, а також перекладав твори класиків зі слов'янських і турецьких мов.

## Біографія
Радован Зогович народився 18 серпня 1907 року в селі Машниця, округ Плав, на північному сході Князівства Чорногорія. У міжвоєнний період мешкав у Скоп'є, Загребі та Белграді, де працював учителем у середній школі та літературним критиком.
У 1937 році вийшла його перша поетична збірка «Глиняні голуби» (серб. Glineni golubovi), яку заборонив королівський югославський режим. Того ж часу він вступив до Комуністичної партії Югославії.
У 1941 році Зогович приєднався до партизанського руху під проводом Тито. Після визволення він очолював пропагандистський відділ партії, писав статті в дусі «реального соціалізму» та брав участь у програмах ідеологічної роботи, зокрема у збірці «На поприщі» (1948).
У 1948 році, після «тито-сталінського розколу», Зоговича звинуватили в сталінізмі та чорногорському націоналізмі й виключили з партії; його помістили під домашній арешт.
Наприкінці 1960-х років поета частково реабілітували, і він видав свої найкращі твори — Žilama za kamen («Жилами за камінь»), Artikulisana riječ («Артикульована річ», 1965), Lično, sasvim lično («Особисте, дуже особисте»), Noć i pola vijeka («Ніч і півстоліття», 1978), Knjaževska kancelarija (Княжа канцелярія) та інші.
Радован Зогович був членом Чоногорської академії наук і мистецтв до своєї смерті від раку 5 січня 1986 року в Белграді.

## Творчість
Ранні вірші вирізняються гострою соціальною критикою та політичною ангажованістю, що межувала з агітацією реального соціалізму. У пізніших збірках домінують теми природи, батьківщини, часу та філософських роздумів про долю й молодість. Його поезії перекладено кількома мовами.
Крім поезії, Зогович написав роман «Пейзажі і щось відбувається» (серб. Pejsaži i nešto se dešava, 1968), у якому поєднав елементи психологічної прози та соціальних ремінісценцій.

### Переклади
Він перекладав твори з російської, болгарської, турецької та македонської мов, зокрема роботи Володимира Маяковського, Анни Ахматової і Назима Хікмета.

## Спадщина
Були спроби перейменувати вулиці на його честь, зокрема в Приштині, які викликали суспільний резонанс. Його дружина Вера (яка померла в 2003 році) також була перекладачкою з російської мови, а дочка Мірка — з італійської.